# 白边长颏鳂
白边长颏鳂（学名：Neoniphon opercularis），又名黑鰭金鱗魚、黑鰭新東洋鰃，为鳂科长颏鳂属的鱼类。分布于北到琉球群岛的冲绳岛、东南到土阿莫土群岛、西到苏门答腊岛以及西沙群岛等，属于热带珊瑚礁区肉食性中下层鱼类。该物种的模式产地在New Ireland。